# Le Pizou
Le Pizou település Franciaországban, Dordogne megyében. Lakosainak száma 1416 fő (2022. január 1.). Le Pizou Eygurande-et-Gardedeuil, Ménesplet, Montpon-Ménestérol, Moulin-Neuf és Saint-Antoine-sur-l’Isle községekkel határos.

## Népesség
A település népességének változása:
| Lakosok száma | 1037 | 1255 | 1172 | 1159 | 1305 | 1312 | 1317 | 1325 | 1351 | 1416 |
|               | 1968 | 1982 | 1990 | 2006 | 2013 | 2015 | 2017 | 2019 | 2020 | 2022 |